# خجالتی (مانگا)
شای یا خجالتی (ژاپنی: シャイ هپبورن: Shai) یک مجموعه مانگای ابرقهرمانی ژاپنی اثر بوکیمی میکی است. این مانگا از اوت ۲۰۱۹ در مجله شونن مانگای ویکلی شونن چمپیون از انتشارات آکیتا شوتن منتشر شده و تا دسامبر ۲۰۲۴ فصل‌های آن در بیست و هفت جلد تانکوبون جمع‌آوری شده است. بر پایه نسخهٔ مانگا یک مجموعه تلویزیونی انیمه به کارگردانی ماسائومی آندو توسط استودیوی اِیت بیت دستمایه اقتباس قرار گرفت که از اکتبر تا دسامبر ۲۰۲۳ پخش شد. فصل دوم آن نیز از ژوئیه تا سپتامبر ۲۰۲۴ به نمایش در آمد.
داستان در زمانی روایت می‌شود که هر کشوری ابرقهرمان خود را دارد؛ و ماجرای اصلی حول ترو مومیجیاما، قهرمان ژاپن می‌چرخد. به دلیل کمرویی شدیدش، مردم او را شای (قهرمان خجالتی) صدا می‌کنند. او در همین حین که یادمی‌گیرد کمرویی شدید خود را کنترل و با آن مقابله کند، در کنار دیگر قهرمانان زمین برای دفع شر و حفظ صلح جهانی می‌جنگد. تهدید اصلی قهرمانان گروه ابرشرور آماراریروکو است که توسط استیگما رهبری می‌شود.

## داستان

### فضای داستان
جهان در آستانه جنگ جهانی سوم قرار داشت؛ و اینجا بود که ابرقهرمانان در سرتاسر جهان پدیدار شدند تا نظم را به جهان بازگردانند و دوره تازه‌ای از صلح جهانی را ایجاد کنند. پس از پایان این تهدید بزرگ، هر قهرمان به کشورش بازگشت تا به امور داخلی کشور کمک کند. همه قهرمانان برای برقراری ارتباط بهتر با یکدیگر، در ایستگاه فضای اسپیس اچ‌کیو (ヒーローたちの隠れ家 Hīrōtachi no Kakurega) ملاقات می‌کنند، جایی که برای نظارت و گفتگو در مورد مسائل زمین استفاده می‌شود. طرح داستانی و موضوع اصلی مانگا بیشتر با مردم و " قلب " آن‌ها سروکار دارد که یا توسط قهرمانان محافظت می‌شود یا توسط شرورها تسخیر می‌شود. هر قهرمان به یک جفت دستبند هارت-شیفت (天心輪 Tenshinrin) مجهز است که به او اجازه می‌دهد ظاهر معمولی و غیرنظامی خود را به قهرمان تبدیل کند و با دیگران به هر زبانی ارتباط برقرار کند. قهرمان وقتی قلب خود را با دستبندها همگام می‌کند، «قدرت قلب» را برای استفاده در مواقع مناسب ذخیره می‌کند. هر چه اعتقاد و عزم او قوی تر باشد، می‌تواند قدرتمندتر شود. اگر قدرت قلب یک قهرمان تمام شود، او به شکل غیرنظامی خود بازمی‌گردد.